# Worlds of Ultima: The Savage Empire
Worlds of Ultima: The Savage Empire est un jeu vidéo de rôle sorti en 1990.
Il utilise le moteur de jeu d’Ultima VI muni de quelques améliorations.

## Trame
Le joueur un explorateur évoluant dans un univers préhistorique mélangeant dinosaures et tribus humaines primitives. Comme dans Ultima VI, il constitue une équipe dont certains personnages ressemblent étrangement aux alliés d'Ultima VI (Dupre, Iolo, Shamino) et il doit résoudre un ensemble de quêtes pour unifier les tribus qu'il rencontre,.

## Suites

### Worlds of Ultima II: Martian Dreams
Passager d'un vol pour Mars au début du XXe siècle, votre vaisseau s'écrase et vous devez trouver un moyen de retourner sur terre avec les survivants de votre voyage. L'univers dans lequel vous évoluez est assez proche des romans de Jules Verne.

### Worlds of Ultima III: Arthurian Legends(annulé)
L’Avatar devait se retrouver à l'époque du roi Arthur, toujours dans l'idée de rentrer chez lui en arrivant accidentellement à différents moment de l'histoire humaine, comme le prévoit le concept de Worlds Of Ultima. Le moteur d'Ultima VII aurait dû être utilisé mais le projet tomba à l'eau et ne vit jamais le jour.